# الغرفة الخضراء (فلم)
الغرفة الخضراء (بالإنجليزية: Green Room) فيلم رعب تم انتاجه في الولايات المتحدة وصدر سنة 2015. من بطولة أنتون يلشين، ايموجين بوتس، عليا شوكت وجو كول.

## القصة
فرقة غنائية تتورط في أحداث عنف من قبل عصابة من النازيين حليقي الرأس ليصبح أعضاء الفريق هم الشهود الوحيدين للحادث فيتم ملاحقتهم من قبل العصابة التي ترغب في إخفاء والتخلص من الشهود وأدلة الإدانة.

## الميزانة والإيرادات
كلّف الفيلم خمسة ملايين دولار أمريكي وحقّق أرباحًا تقدر بـ 3.8 مليون دولار أمريكي.

## روابط خارجية
- الغرفة الخضراء على موقع IMDb (الإنجليزية)
- الغرفة الخضراء على موقع ميتاكريتيك (الإنجليزية)
- الغرفة الخضراء على موقع روتن توميتوز (الإنجليزية)
- الغرفة الخضراء على موقع نتفليكس (الإنجليزية)
- الغرفة الخضراء على موقع قاعدة بيانات الأفلام العربية
- الغرفة الخضراء على موقع ألو سيني (الفرنسية)
- الغرفة الخضراء على موقع Turner Classic Movies (الإنجليزية)
- الغرفة الخضراء على موقع أول موفي (الإنجليزية)
- الغرفة الخضراء على موقع بوكس أوفيس موجو (الإنجليزية)
- الغرفة الخضراء على موقع فيلمافينيتي (الإسبانية)